# Esperienza sensibile
Si dice esperienza sensibile quella che viene resa dai sensi. 
La conoscenza è la percezione che avviene tramite le capacità sensoriali della persona.
Il sensibile sia che si parli della sfera intellettuale sia che si parli della capacità sensoriale ha una gradualità di percezione. 
Si parla infatti di soglia sensibile sia per la capacità di tolleranza riferito ad un carattere (è una persona molto sensibile) sia che si parli di un'attività percettiva come per esempio può essere la soglia dell'udito o della vista ecc.

## Storia del concetto
Già Platone trattò la differenza tra la conoscenza sensibile e quella intellettiva nel mito della caverna. Egli infatti fece una distinzione tra le cose sensibili e le cose sovrasensibili. Aristotele invece diede valore all'esperienza sensibile ricercando le cause immanenti (che si trovano all'interno della realtà) dei fenomeni naturali.
Hegel nella sua Fenomenologia dello spirito a proposito della coscienza formulò il concetto certezza sensibile, con il significato "che viene dal senso" (sensazione) e lo considerò il primo passo della conoscenza, che portava poi alla coscienza sensibile. 
Via via tutti i filosofi fino a Bergson si sono occupati di esperienza sensibile fino ad operare una grande distinzione tra universo sensibile e tutto il resto che non era sensorialmente percepibile anche se fortemente correlato con il primo.
Rudolf Steiner si spinse oltre con il libro La Via dal Sensibile al Sovrasensibile sostenendo che esiste un'esperienza sensibile anche del mondo spirituale, distinguendo la diversità tra unicità di vedere con gli occhi (esperienza sensibile - sensoriale) e vedere con l'intelletto (esperienza sensibile - intellettuale).